# Berrow, Worcestershire
Berrow är en ort och civil parish i Storbritannien.   Den ligger i grevskapet Worcestershire och riksdelen England, i den södra delen av landet, 160 km väster om huvudstaden London. Antalet invånare är 236.